# مری هاوارد
مری هاوارد (انگلیسی: Mary Howard de Liagre؛ ‏ ۱۸ مهٔ ۱۹۱۳ – ۶ ژوئن ۲۰۰۹) بازیگر و خواننده اهل ایالات متحده آمریکا بود.
از فیلم‌ها یا برنامه‌های تلویزیونی که وی در آن نقش داشته‌است، می‌توان به زیگفلد کبیر، در گرداگرد شهر، پرواز آزمایشی، ایب لینکلن در ایلینوی، ماری آنتوانت، عشق به سراغ اندی هاردی می‌رود و مرداب اشاره کرد.